# Lionel Richie
Lionel Brockman Richie, Jr. (Tuskegee, Alabama, 20 de junio de 1949)  es un cantante, compositor, productor discográfico y personalidad de la televisión estadounidense. Alcanzó la fama en la década de 1970 como compositor y co-vocalista principal del grupo de Motown, Commodores. Con el grupo, escribió y grabó los exitosos sencillos «Easy», «Sail On», «Three Times a Lady» y «Still» antes de su partida. En 1980, escribió y produjo el sencillo número uno en el Billboard Hot 100 de Estados Unidos, «Lady», para Kenny Rogers.
En 1981, Richie escribió y produjo el sencillo «Endless Love», que grabó como un dúo con Diana Ross. Este tema sigue siendo uno de los 20 sencillos más vendidos de todos los tiempos, y el mayor éxito en la carrera de ambos artistas. En 1982, lanzó oficialmente su carrera en solitario con el álbum Lionel Richie, que vendió más de cuatro millones de copias y generó los sencillos «You Are», «My Love», y el éxito número uno, «Truly».
El segundo álbum de Richie, Can't Slow Down (1983), alcanzó el número uno en la lista Billboard 200 de Estados Unidos y vendió más de 20 millones de copias en todo el mundo, convirtiéndose en uno de los álbumes más vendidos de todos los tiempos. De este álbum salieron los sencillos número uno «All Night Long (All Night)» y «Hello». Luego, coescribió el sencillo benéfico de 1985 «We Are the World» junto a Michael Jackson, que vendió más de 20 millones de copias. Su tercer álbum, Dancing on the Ceiling (1986), incluyó el sencillo número uno «Say You, Say Me» (de la película de 1985 White Nights) y el éxito número dos, la canción que da título al álbum. Desde 1986 hasta 1996, Richie se tomó un descanso de la grabación; desde entonces ha lanzado siete álbumes de estudio. En 2018, se unió al programa de competencia de canto American Idol como juez, comenzando en su decimosexta temporada.
Durante su carrera en solitario, Richie se convirtió en uno de los baladistas más exitosos de la década de 1980, vendiendo más de 100 millones de discos en todo el mundo, lo que lo sitúa entre los artistas más vendidos de todos los tiempos. Ha ganado cuatro premios Grammy, incluido «Canción del Año» por «We Are the World» y «Álbum del Año» por Can't Slow Down. «Endless Love» fue nominada al Premio de la Academia, mientras que «Say You, Say Me» ganó tanto el Premio de la Academia como el Globo de Oro a la «Mejor Canción Original». En 2016, Richie recibió el mayor honor del Salón de la Fama de los Compositores, el Premio Johnny Mercer. En 2022, la Biblioteca del Congreso le otorgó el Premio Gershwin de la «Canción Popular», y también recibió el «Icon Award» de los American Music Awards. Ese mismo año, fue incluido en el Black Music & Entertainment Walk of Fame y en el Salón de la Fama del Rock and Roll.

## Biografía
Richie nació el 20 de junio de 1949 en Tuskegee, Alabama, hijo de Lionel Brockman Richie (1915–1990), un analista de sistemas del ejército de los Estados Unidos, y Alberta R. Foster (1917–2001), una maestra y directora de escuela. Su abuela, Adelaide Mary Brown, era pianista y tocaba música clásica. El 4 de marzo de 2011, Richie apareció en el programa de NBC Who Do You Think You Are?, donde se descubrió que su bisabuelo materno era, con toda probabilidad, hijo biológico del juez federal y propietario de esclavos Morgan Welles Brown. Además, fue líder nacional de una de las primeras organizaciones fraternales afroamericanas. En particular, J. Louis Brown fue:
{{Cita|[P]rincipal organizador y Gran Arconte Supremo de los Caballeros de los Sabios, una organización fraternal para hombres negros en el periodo posterior a la Guerra Civil. Formada en Nashville en 1879, era una sociedad fraternal de seguros y prestaciones funerarias, como tantas otras de la época.
Richie creció en el campus del Instituto Tuskegee. La casa familiar fue un regalo de Booker T. Washington a sus abuelos. Se graduó en el Joliet Township High School, East Campus, en Joliet, Illinois. Destacado jugador de tenis en Joliet, aceptó una beca de tenis para asistir al Instituto Tuskegee, donde fue miembro de la banda de marcha, los Marching Crimson Pipers, y se graduó con una licenciatura en economía con una especialización en contabilidad.
Richie consideró estudiar teología para convertirse en sacerdote de la Iglesia Episcopal, en la que había sido bautizado, pero finalmente decidió que no era «material para sacerdote» y optó por continuar su carrera musical a pesar de no saber leer ni escribir música. Es miembro de Kappa Kappa Psi, una fraternidad de honor nacional para miembros de bandas, y miembro activo de la fraternidad Alpha Phi Alpha.

## Carrera

### Commodores
Como estudiante en Tuskegee, Richie formó una serie de grupos de R&B a mediados de la década de 1960. En 1968, se unió a los Commodores como cantante y saxofonista. Firmaron un contrato de grabación con Atlantic Records en 1968 para un solo disco antes de mudarse a Motown Records, inicialmente como acto de apoyo a The Jackson 5. Los Commodores se establecieron luego como un grupo de soul popular. Sus primeros álbumes tenían un sonido bailable y funky, como en temas como «Machine Gun» y «Brick House». Con el tiempo, Richie escribió e interpretó baladas románticas y suaves como «Easy», «Three Times a Lady», «Still» y la balada de ruptura «Sail On».
En 1974, Richie logró su primer éxito comercial como compositor con «Happy People», una canción que coescribió con Jeffrey Bowen y Donald Baldwin. Originalmente pensada como un tema de los Commodores, fue grabada por The Temptations, quienes lograron el número 1 en R&B con la canción. A finales de la década de 1970, Richie comenzó a recibir encargos de composición de otros artistas. Escribió «Lady» con Kenny Rogers, que alcanzó el número 1 en 1980, y produjo el álbum Share Your Love de Rogers al año siguiente. Richie y Rogers mantuvieron una fuerte amistad en los años posteriores. El compositor de jazz latino y pionero de la salsa romántica, La Palabra, tuvo éxito internacional con su versión de «Lady», que se tocó en clubes de baile latinos. También en 1981, Richie interpretó la canción principal de la película Endless Love, un dueto con Diana Ross. Publicada como sencillo, la canción encabezó las listas de éxitos pop en Canadá, Brasil, Australia, Japón, Nueva Zelanda y Estados Unidos, convirtiéndose en uno de los mayores éxitos de Motown.

### Carrera en solitario
El álbum debut en solitario de Richie de 1982, Lionel Richie, contenía tres sencillos exitosos: la canción número uno en EE. UU. «Truly», que continuó con el estilo de sus baladas con los Commodores y lanzó su carrera como uno de los baladistas más exitosos de la década de 1980, y los éxitos «You Are» y «My Love». El álbum alcanzó el puesto número 3 en las listas de música y vendió más de 4 millones de copias.
Su álbum de 1983, Can't Slow Down, vendió más del doble de copias y ganó dos premios Grammy, incluido el de Álbum del Año, catapultándolo al primer rango de superestrellas internacionales. El álbum incluía el éxito número uno «All Night Long», un tema de baile con sabor caribeño promovido por un colorido video musical producido por el ex Monkee Michael Nesmith. En 1984, Richie interpretó «All Night Long» en la ceremonia de clausura de los XXIII Juegos Olímpicos en Los Ángeles.
Siguieron varios éxitos en el Top 10, siendo el más exitoso la balada «Hello» (1984), una canción sentimental de amor que demostró cuánto se había alejado de sus raíces en el R&B. Richie tuvo tres éxitos más en el Top 10 en 1984: «Stuck on You» (número 3), «Running with the Night» (número 7) y «Penny Lover» (número 8), además de escribir y producir «Missing You» para la excompañera de sello y socia en duetos Diana Ross (número 10 Pop, número 1 R&B). En 1985, escribió e interpretó «Say You, Say Me» para la película White Nights. La canción ganó un Premio de la Academia y alcanzó el número 1 en las listas de EE. UU., manteniéndose allí durante cuatro semanas, convirtiéndose en la segunda canción del año 1986 según la lista Billboard Year-End Hot 100, detrás del sencillo benéfico «That's What Friends Are For» de Dionne y Friends. También colaboró con Michael Jackson en el sencillo benéfico «We Are the World» de USA for Africa, otro éxito número uno.
En 1986, Richie lanzó Dancing on the Ceiling, su último álbum ampliamente popular, que produjo una serie de cinco éxitos en EE. UU. y el Reino Unido: «Say You, Say Me» (número 1 en EE. UU.), «Dancing on the Ceiling» (número 2 en EE. UU.), «Love Will Conquer All» (número 9 en EE. UU.), «Ballerina Girl» (número 7 en EE. UU.) y «Se La» (número 20 en EE. UU.). Hizo su regreso a la grabación y actuación tras el lanzamiento de su primera colección de grandes éxitos, Back to Front, en 1992.
Desde entonces, su cada vez más relajado calendario ha mantenido su trabajo de grabación y en vivo al mínimo. Rompió el silencio en 1996 con Louder Than Words, en el cual resistió cualquier cambio de estilo o moda musical de la década pasada, manteniéndose en su camino elegido de música soul bien elaborada, que en los años intermedios ha llegado a conocerse como R&B contemporáneo.
Los álbumes de Richie a fines de la década de 1990, como Louder Than Words y Time, no lograron igualar el éxito comercial de su trabajo anterior. Algunos de sus álbumes recientes, como Renaissance y Just for You, han vuelto a su estilo anterior y han logrado éxito en Europa, pero solo una notoria modesta en los Estados Unidos.

### Carrera posterior
Richie fue el artista principal en un concierto tributo del 4 de julio de 2006 con Fantasia Barrino en el Museo de Arte de Filadelfia. El 7 de mayo de 2006, Richie se presentó en el escenario principal (Escenario Acura) del Festival de Herencia de Nueva Orleans, reemplazando a Antoine «Fats» Domino, quien había enfermado. Richie lanzó su octavo álbum de estudio titulado Coming Home el 12 de septiembre de 2006. El primer sencillo del álbum, «I Call It Love», se estrenó en julio de 2006, convirtiéndose en su mayor éxito en EE. UU. en diez años. El álbum fue un éxito para Richie en Estados Unidos, alcanzando el puesto número 6.
El 2 de mayo de 2008, Richie recibió el Premio George e Ira Gershwin a la «Trayectoria en la ceremonia anual Spring Sing de UCLA». Al recibir el premio, Richie comentó: «Olvídense de sobrevivir más de 30 años en la industria de la música, Lionel Richie sobrevivió 27 años con Nicole Richie».
En mayo de 2009, Richie anunció que le gustaría reunir de nuevo a The Commodores pronto. En 2009, se lanzó un álbum titulado Just Go. El 7 de julio de 2009, Richie interpretó «Jesus is Love» en el servicio conmemorativo de Michael Jackson.
Richie regresó a Australia en 2011, donde él y el artista invitado Guy Sebastian recorrieron el país y Nueva Zelanda con fechas de conciertos en marzo y abril. Richie y Guy Sebastian grabaron juntos la canción «All Night Long» de Richie (número uno en 1983) para recaudar fondos para las víctimas de las inundaciones en Australia y el terremoto en Nueva Zelanda.
El 26 de marzo de 2012, Richie lanzó su décimo álbum de estudio, Tuskegee, que presentó 13 de sus éxitos interpretados en duetos con estrellas del country. El álbum lo llevó de nuevo a la cima de la lista Billboard 200, siendo su primer álbum número uno allí desde Dancing on the Ceiling, y alcanzó el estatus de platino en seis semanas desde su lanzamiento.
El 28 de junio de 2015, Richie actuó frente a una audiencia de entre 100 000 y 120 000 personas en el Festival de Glastonbury, en Inglaterra. Su espectáculo fue descrito como «triunfante» por la BBC y fue seguido por su regreso a la cima de la lista de álbumes del Reino Unido con una recopilación reeditada de su trabajo como solista y con los Commodores. En septiembre de 2017, ABC anunció que Richie sería juez en el regreso de American Idol. Richie ha sido juez en el reinicio durante siete temporadas, incluyendo 2024.
En mayo de 2017, Richie fue honrado en el Berklee College of Music durante el concierto de graduación de 2017, cuando los estudiantes graduados interpretaron una medley de su discografía. Richie también recibió un doctorado honorario en Música. El 3 de diciembre de 2017, Richie recibió los Kennedy Center Honors. En octubre de 2017, se informó que Richie había asegurado los derechos para producir una biografía cinematográfica de Curtis Mayfield.
El 25 de marzo de 2019, Richie anunció una gira de 33 fechas por América del Norte para el verano. Su gira «Hello Tour» comenzó en mayo en el KAABOO Festival de Arlington y se extendió hasta agosto.
En mayo de 2023, Richie fue invitado a ser uno de los artistas principales en el Concierto de Coronación en el Castillo de Windsor, en celebración de la Coronación de Carlos III y Camilla. Richie es el Primer Embajador Global y Primer Presidente del Grupo de Embajadores Globales para el Prince's Trust.

## Vida personal
El 18 de octubre de 1975, Richie se casó con su amor universitario, Brenda Harvey. En 1983, la pareja adoptó informalmente a Nicole Camille Escovedo (ahora Nicole Richie), la hija de dos años de un miembro de la banda de Richie, quien también es sobrina de la baterista Sheila E. Los Richie criaron a Nicole como su hija y la adoptaron legalmente cuando tenía nueve años.
En junio de 1988, Harvey fue arrestada y acusada de maltrato conyugal, resistencia al arresto, allanamiento, vandalismo, agresión y alteración del orden público después de encontrar a Richie en el apartamento de Diane Alexander en Beverly Hills. Richie y Harvey se divorciaron el 9 de agosto de 1993, después de casi 18 años de matrimonio. Richie se casó con Diane Alexander el 21 de diciembre de 1995. Tienen un hijo, Miles Brockman Richie (nacido el 27 de mayo de 1994), y una hija, Sofia Richie (nacida el 24 de agosto de 1998). El matrimonio terminó en 2004.
Richie sufrió problemas prolongados de garganta y se sometió a cirugía cuatro veces en cuatro años antes de que los médicos convencionales le dijeran que podría perder su carrera como cantante. Luego, acudió a un médico holístico que determinó que el problema era simplemente reflujo ácido causado por los alimentos que Richie consumía antes de acostarse.
Richie se convirtió en abuelo en 2008 cuando Nicole Richie tuvo una niña con Joel Madden, líder de la banda de rock Good Charlotte. El segundo nieto de Richie nació de la pareja en 2009. Richie es masón.Ayudó a recaudar más de 3.1 millones de dólares para la Breast Cancer Research Foundation. Richie comentó a la audiencia que su abuela fue diagnosticada con cáncer de mama en sus 80 años, pero que sobrevivió y vivió hasta los 103 años. Declaró que ella era su símbolo perdurable de esperanza y la razón por la que se convirtió en activista contra el cáncer de mama.

## Discografía

### Álbumes de estudio
- 1982 - Lionel Richie
- 1983 - Can't Slow Down
- 1985 - Composer Series
- 1986 - Dancing On The Ceiling
- 1996 - Louder Than Words
- 1998 - Time
- 2000 - Renaissance
- 2004 - Just for You
- 2006 - Coming Home
- 2009 - Just Go
- 2012 - Tuskegee

### Álbumes recopilatorios
- 1992 - Back To Front
- 1997 - Truly: The Love Songs
- 2003 - 20th Century Masters – The Millennium Collection: The Best Of Lionel Richie

### Álbumes en vivo
- 2002 - Encore
- 2007 - Live In Paris / Live - His Greatest Hits And More
- 2008 - Symphonica In Rosso

## Filmografía
- 1977 - Scott Joplin (formando parte del grupo The Commodores)
- 1978 - Thank God It's Friday (formando parte del grupo The Commodores)
- 1991 - Truth or Dare (documental)
- 1996 - The Preacher's Wife
- 1998 - Pariah
- 2011 - Who Do You Think You Are?